# Arany László (labdarúgó)
Arany László (Tatabánya, 1971. március 9. –) válogatott labdarúgó, középpályás.

## Pályafutása

### A válogatottban
1995 és 1996 között három alkalommal szerepelt a válogatottban.

## Sikerei, díjai
- Magyar bajnokság
  - bajnok: 1995–96
  - 3.: 1996–97
- másodosztály
  - 3.:1991-1992
  - gólkirály:

## Statisztika

### Mérkőzései a válogatottban
| Magyarország | Magyarország        | Magyarország | Magyarország | Magyarország | Magyarország | Magyarország | Magyarország | Magyarország |
| #            | Dátum               | Helyszín     | Hazai        | Eredmény     | Vendég       | Kiírás       | Gólok        | Esemény      |
| ------------ | ------------------- | ------------ | ------------ | ------------ | ------------ | ------------ | ------------ | ------------ |
| 1.           | 1995. szeptember 6. | Isztambul    | Törökország  | 2 – 0        | Magyarország | Eb-selejtező | -            |              |
| 2.           | 1995. október 11.   | Zürich       | Svájc        | 3 – 0        | Magyarország | Eb-selejtező | -            | 26'          |
| 3.           | 1996. április 10.   | Eszék        | Horvátország | 4 – 1        | Magyarország | barátságos   | -            | 46'          |
|              | Összesen            |              |              | 3            | mérkőzés     |              | 0            | gól          |